# Gabriel Axel
Gabriel Axel Erik Mørch (Aarhus, 18 april 1918 – Bagsværd, 9 februari 2014) was een Deens filmregisseur.

## Levensloop
Gabriel Axel groeide op in Parijs en keerde op zijn achttiende naar Denemarken terug. Hij volgde er een acteeropleiding aan de toneelschool van de koninklijke schouwburg. Vervolgens keerde hij terug naar Parijs, waar hij een tijdlang acteerde bij Louis Jouvet. Terug in Denemarken ging hij zelf regisseren. Als hoogtepunt van zijn oeuvre geldt de film Babettes gæstebud (1987) naar een novelle van de Deense auteur Karen Blixen. Hij won met deze film de Oscar voor beste buitenlandse film.
Axel stierf op 95-jarige leeftijd in zijn woonplaats in Bagsværd.

## Filmografie
- 1955: Altid ballade
- 1957: En kvinde er overflødig
- 1958: Guld og grønne skove
- 1959: Helle for Helene
- 1960: Flemming og Kvik
- 1962: Det tossede paradis
- 1962: Oskar
- 1963: Vi har det jo dejligt
- 1963: Tre piger i Paris
- 1964: Paradis retur
- 1967: Den røde kappe
- 1968: Det kære legetøj
- 1970: Amour
- 1971: Med kærlig hilsen
- 1975: Familien Gyldenkål
- 1976: Familien Gyldenkål sprænger banken
- 1977: Alt på et bræt
- 1980: Le Curé de Tours
- 1987: Babettes gæstebud
- 1989: Christian
- 1994: Prinsen af Jylland
- 1995: Lumière et Compagnie
- 2001: Leïla